# Nguyễn Tiến Lãng

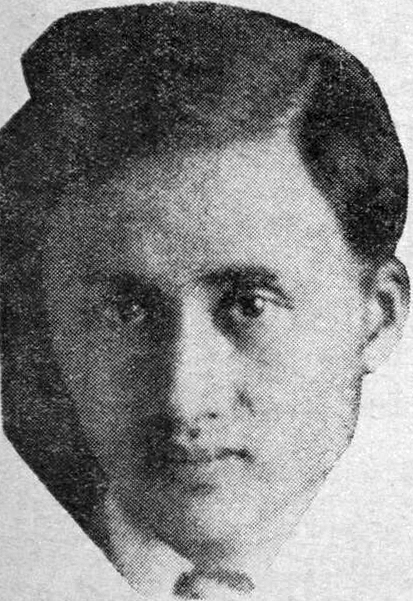
Ông Nguyễn Tiến Lãng

Nguyễn Tiến Lãng (1909 - 1976) là nhà văn Việt Nam, nhà chính trị Việt Nam, làm quan nhà Nguyễn thời kỳ cuối, sau năm 1952 định cư tại Pháp.

## Quê quán, gia đình
Ông sinh ngày 9 tháng 9 năm 1909 tại huyện Văn Lãng, tỉnh Thái Nguyên (nguyên quán làng Hội Xá, phủ Mỹ Đức, tỉnh Hà Đông) trong một gia đình có truyền thống văn học.
Cha ông là Nguyễn Mạnh Hương làm quan nhà Nguyễn với chức tri huyện tại tỉnh Hà đông. Anh cả là Nguyễn Mạnh Bổng (bút hiệu Mân Châu). Các anh rể là thi sĩ Tản Đà, nhà văn Phan Khôi.
Các bút hiệu khác: Hán Thu, Thượng Uyển.
Học trường Bưởi, lycée Albert Sarraut rồi đại học Luật khoa Hà Nội. Ngay khi còn là học sinh trường Bưởi, Nguyễn Tiến Lãng đã nổi tiếng xuất sắc về văn chương, những bài luận văn của ông được thầy trao cho Toàn quyền Đông Dương Robin đọc. Robin cảm mến tài nghệ người học trò nghèo nên cố gắng giúp đỡ cấp học bổng vào lycée Albert Sarraut.

## Hoạt động chính trị xã hội
1930, Nguyễn Tiến Lãng làm tùy viên báo chí tại tòa Khâm sứ Bắc kỳ, rồi phủ Toàn quyền Đông Dương, đồng thời dạy văn chương ở Hà Nội và viết báo trong miền Nam, ngoài Bắc và Paris, Pháp. Nguyễn Tiến Lãng đã từng cộng tác với học giả Nguyễn Văn Vĩnh trong tủ sách Âu Tây tư tưởng và anh rể Tản Đà trong An Nam tạp chí từ năm 1926 đến 1932,
Năm 1932 học giả Phạm Quỳnh khi vào Huế làm quan nhà Nguyễn đã trao lại tạp chí Nam Phong cho ông tiếp quản. Ông là chủ bút cuối cùng của Nam Phong tạp chí tồn tại cho đến năm 1934.
1934, ông làm bí thư cho Toàn quyền Đông Dương Robin.
Từ 1936, được vua Bảo Đại bổ nhiệm chức Giám đốc Kho Lưu trữ, Nghiên cứu, Dịch thuật và Báo chí tại hoàng cung, kiêm Bí thư của Nam Phương hoàng hậu.
Năm 1939, ông tháp tùng nhà vua và hoàng hậu công du nước Pháp, nhân dịp này ghi tên học Đại học Văn khoa và trường Cao đẳng Thực hành (École Pratique des Hautes Études) tại Paris.
1940, ông kết hôn với cô Phạm Thị Ngoạn, con gái Thượng thư Phạm Quỳnh (bà Phạm Thị Ngoạn sau này cũng là một nhà nghiên cứu, có những công trình nghiêm túc viết bằng tiếng Pháp về truyện Kiều, Phạm Quỳnh và Tạp chí Nam Phong).
Nguyễn Tiến Lãng tiếp tục ngành quan lộ, làm Phủ thừa ở Nha Trang, Huế và Hội An.
Năm 1945 ông được thăng Quản đạo Đà Lạt.

## Giai đoạn kháng chiến chống Pháp
Tháng 8 năm 1945, ông về Huế nghỉ hè và thăm gia đình vợ, cùng lúc Cách mạng Tháng Tám bùng nổ. 
Ngày 23 tháng 8 năm 1945 ông bị Việt Minh bắt cùng với cha vợ Phạm Quỳnh tại biệt thự Hoa Đường ở Huế. Cha vợ ông bị chết không lâu sau đó cùng với ông Ngô Đình Khôi cựu Tổng đốc Quảng Nam.
Ban đầu ông bị giam lỏng, làm những công việc tạp vụ. 
Sau gần sáu tháng thử thách,cuối cùng Nguyễn tiến Lãng được trả lại tự do. Không những thế, Khu trưởng kiêm Chính ủy Liên khu IV, tướng Nguyễn Sơn còn tiếp nhận Nguyễn tiến Lãng vào làm công tác giảng dạy ở trường Thiếu sinh quân Liên khu IV tại Thanh Hóa. Nguyễn tiến Lãng được mặc quân phục và mang giấy chứng minh Vệ quốc đoàn. Cảm phục ân nghĩa và sự tin dùng của tướng Nguyễn Sơn,ông đã cố gắng tất cả và tiếp tục giảng dạy môn Văn học ở trường Thiếu sinh quân. Phần lớn các em Thiếu sinh quân sau này đã trưởng thành trở thành cán bộ trung cao cấp trong quân đội và các cán bộ ưu tú ở các ngành của nhà nước.
Năm 1950 tướng Nguyễn Sơn trở về Trung Quốc, Nguyễn tiến Lãng cảm thấy bơ vơ, không còn người tin dùng và che chở. Trong hoàn cảnh lúc bấy giờ ông đành bỏ về Hà nội tạm chiếm. Sau này, nhớ lại những năm tháng kháng chiến gian khổ ở Liên khu bốn, ông thường tâm sự với bạn bè người thân: "Nếu tướng Nguyễn Sơn còn ở lại, tôi không đời nào phụ lòng ông mà bỏ về Hà Nội". Nguyễn Tiến Lãng vẫn dùng những lời lẽ tốt đẹp nhất để nhắc tới Tướng Nguyễn Sơn, vị tướng huyền thoại đã cưu mang ông trong những tháng ngày khó khăn nhất của cuộc đời"
1951 ông về Hà Nội.

## Định cư tại Pháp
Đầu năm 1952 cùng gia đình sang Pháp sinh sống; trở lại làm bí thư cho Hoàng hậu Nam Phương ở Cannes từ 1952 đến 1956.
Sau đó ông dạy học, rồi làm công chức tại Bộ Quốc gia Giáo dục Pháp. Nguyễn Tiến Lãng chuyên về bác ngữ học (philologie) Việt Nam và lịch sử Việt Nam.
Ông mất tại Antony, ngoại ô Paris, năm 1976.

## Tác phẩm
- Pages françaises (Những đoản văn tiếng Pháp), nxb. Tân Dân thư quán, Hà Nội, 1929.
- Indochine la douce (Đông Dương êm dịu), bút ký, nxb. Nam Ký, Hà Nội, 1936.
- Mariage de la plume et du pinceau (Kết hợp bút văn và bút vẽ), tham luận văn học, nxb. Nha Học Chánh Đông Pháp, Direction de l' instruction publique, Hà Nội, 1936.
- Les chansons annamites (Ca dao An Nam), nxb. Asie Nouvelles Illustrées, Hà Nội, 1937.
- Pétrus Trương Vĩnh Ký, lettré et apôtre franco-annamite (Trương Vĩnh Ký, học giả và sứ đồ Pháp Việt), nxb. Bùi Huy Tín, Huế, 1937.
- Dans les forêts et dans les rizières (Trong rừng ngoài ruộng), tập truyện ngắn, nxb. Hương Sơn, Hà Nội, 1939.
- Tiếng ngày xanh, tập truyện ngắn, nxb. Hương sơn, Hà Nội, 1939, nxb. Rừng Trúc in lại có sửa chữa, Paris, 1979.
- La France que j'ai vue (Nước Pháp dưới mắt tôi), nxb. Đắc Lập, Huế, 1940.
- Les chemins de la révolte (Những nẻo dường nổi dậy), tiểu thuyết tự truyện, nxb. Amiot Dumont, Paris, 1953, Ý Việt, Paris, 1989.
- La colline des abricotiers (Mai Lĩnh), truyện ngắn và cổ tích, nxb Rừng Trúc - Présence d'Asie, Paris, 1979...
Sách dịch:
- Tình xưa, tác giả tự dịch truyện ngắn Eurydice của mình, nxb. Đông Tây - Dương Tự Quán, Hà nội, 1932.
- Tây phương tình sử, dịch Les lais de Marie de France, Hà Nội, 1934.
- Amour d' Annam, dịch thơ Hoa tiên sang tiếng Pháp, Nhà xuất bản Đắc Lập, Huế, 1939...